# Фрэйзер, Брэнден
Брэнден Фрэйзер (англ. Branden Frazier; род. 23 июля 1992, Бруклин, Нью-Йорк, США) — американский профессиональный баскетболист, играющий на позиции атакующего защитника. Выступает за баскетбольный клуб «Зелёна-Гура».

## Карьера
В 2014 году Фрэйзер окончил обучение в университете Фордэм и начал профессиональную карьеру в клубе «Ден-Хелдер». В Нидерландах Брэнден сыграл 11 матчей с показателями 13,2 очка, 4,1 передачи, 2,4 подбора, 1,0 перехвата.
После того, как в ноябре 2014 года «Ден-Хелдер» снялся с чемпионата из-за финансовых трудностей, Фрэйзер перебрался в венгерский «Капошвари», где провел оставшуюся часть сезона 2014/2015, набирая 15,5 очка, 5.8 передачи, 3,7 подбора, 0,9 перехвата в среднем за игру. По итогам чемпионата был включен во вторую символическую пятёрку чемпионата Венгрии и символическую пятёрку легионеров.
Сезон 2015/2016 Фрэйзер провёл в «Химике» (Южный), в составе которого стал чемпионом и обладателем Кубка Украины. По итогам турниров Брэнден был признан самым ценным игроком финала чемпионата. Его средние показатели в чемпионате Украины составили 26,2 минуты, 10,8 очка, 4,4 передачи, 3,5 подбора, 1,4 перехвата за игру. В Кубке Европы ФИБА: 31,0 минуты, 15,3 очка, 5,6 передачи, 3,4 подбора, 1,2 перехвата за игру.
В июне 2016 года Фрэйзер подписал контракт с «Автодором». В сезоне 2016/2017 провёл 24 матча в Единой лиге ВТБ, набирая в среднем 10,1 очка, 3,0 подбора, 5,0 передачи и 1,0 перехвата. Показатели Брэндена в 16 матчах Лиги чемпионов ФИБА составили 11,5 очка, 3,3 подбора и 6,5 передачи.
В августе 2017 года подписал новый контракт с «Автодором» ещё на один сезон. В сезоне 2017/2018 Единой лиге ВТБ Фрэйзер провёл 24 матча, набирая в среднем 12,2 очка и делая 3,6 передачи, 2,4 подбора и 1,0 перехвата за 23:01 минуты.
В июне 2018 года перешёл в «Сан-Пабло Бургос».
В июле 2019 года Фрэйзер стал игроком «Телеком Баскетс».

## Достижения
- Чемпион Украины: 2015/2016